# Alfred-Krupp-Schule
Die Alfred-Krupp-Schule ist ein städtisches Gymnasium im Essener Stadtteil Holsterhausen.

## Geschichte

### Vorgeschichte
An der Stelle der heutigen Turnhalle der Alfred-Krupp-Schule wurde 1813 ein erstes Schulgebäude errichtet. Es ersetzte das baufällig und zu klein gewordene erste Schulgebäude dieser katholischen Bekenntnisschule, die bereits 1685 erstmals urkundlich erwähnt wird und sich auf dem Areal der heutigen, nordöstlich gelegenen Bertha-Krupp-Realschule befand. Diese erste Schule lag im Schnittpunkt der damaligen Dörfer Altendorf, Frohnhausen und Holsterhausen, die seit 1874 die Bürgermeisterei Altendorf bildeten. Dies ist der Vorgänger der heutigen Cosmas-und-Damian-Schule. Durch den aufstrebenden Bergbau und den dadurch bedingten Bevölkerungsanstieg in der Region wurde die Schule 1838 und 1847 baulich erweitert. Zum Ende des 19. Jahrhunderts, der Zeit der Industrialisierung, stieg die Bevölkerung zusätzlich durch die rasch wachsende, benachbarte Krupp-Gussstahlfabrik und weiteren Bergbau explosionsartig an, so dass im Umkreis mehrere neue Schulen entstanden.

### Von der Oberrealschule zum Gymnasium
Das noch heute erhaltene, alte Gebäude der Alfred-Krupp-Schule ist 1908 als Realschule mit Vorschule eingeweiht worden. Am 23. April 1908 begann unter dem ersten Schulleiter, Herrn Swet, der Unterricht. Im Mai 1910 wurde der Name Krupp-Oberrealschule, im Volksmund KO, von der Stadtverordnetenversammlung beschlossen, da sie nach der Humboldtschule als die zweite Oberrealschule der Stadt eröffnet wurde. Die Schule war ein Zugeständnis der Stadt Essen im Eingemeindungsvertrag der Bürgermeisterei Altendorf von 1901. Die Essener Volkszeitung berichtete in ihrer Ausgabe vom 6. Mai 1910:

„Infolge der Errichtung der zweiten Oberrealschule an der Margaretenstraße, die demnächst voll ausgebaut sein wird, entsteht das Bedürfnis, den beiden gleichartigen Schulen zu ihrer Unterscheidung besondere Bezeichnungen beizulegen. Das Kuratorium der höheren Schulen hat daher empfohlen, der Schule an der Margaretenstraße, die zu einem erheblichen Teil von den Söhnen Kruppscher Beamten und Arbeiter besucht wird, und mit Rücksicht auf die mancherlei Beziehungen zwischen dem Hause Krupp und dem Stadtteil Essen-West, den Namen „Kruppschule“ beizulegen. Die Familie Krupp hat hierzu gern ihre Zustimmung erteilt. Die Oberrealschule an der Steeler Straße soll die Bezeichnung „Humboldtschule“ erhalten.“

Die Essener Nationalzeitung berichtete am 25. November 1935, dass nun auch in der Krupp-Oberrealschule nahezu 100 Prozent der Schüler, es war eine reine Knabenschule, Mitglied in der Hitlerjugend waren, so dass deren Fahne an der Schule gehisst wurde.
Anlässlich des 125. Geburtstages des Großindustriellen Alfred Krupp wurde die Schule 1937 in Alfred-Krupp-Schule umbenannt. Der Zweite Weltkrieg hinterließ Zerstörungen am Gebäude als Folge von Luftangriffen 1942, Kinder kamen in die Kinderlandverschickung und der Unterricht musste teilweise im Wechsel im Gebäude des damaligen Humboldt-Gymnasiums, der heutigen Frida-Levy-Gesamtschule, stattfinden.
In dem späteren mathematisch-naturwissenschaftlichen Jungen-Gymnasium sind seit 1960 auch Mädchen zugelassen. Der Unterricht für beide Geschlechter gleichzeitig als Koedukationsschule wurde 1976 eingeführt. 2001 gab es Pläne der Stadt Essen, die Alfred-Krupp-Schule aufgrund der hohen Dichte an Gymnasien in der Stadt und sinkender Schülerzahlen aufzulösen. Sie wurden schließlich nicht umgesetzt.

## Heutige Schule
Die heutige Alfred-Krupp-Schule ist ein allgemeinbildendes, städtisches Gymnasium für Jungen und Mädchen. Es trägt seit September 2006 das Siegel Schule ohne Rassismus – Schule mit Courage, erhielt zudem im Februar 2007 das Gütesiegel Individuelle Förderung des Landes NRW und den Preis der Landeselternschaft NRW für soziales Lernen.

## Ehemalige Schüler (Auswahl)
- Carl Hundhausen (1893–1977), Public-Relations-Fachmann
- Werner Keyßner (1903–1969), deutscher Politiker
- Hermann Friedrich (1906–1997), Biologe, Direktor des Überseemuseums in Bremen
- Oskar Höfling (1906–1988), Naturwissenschaftler, Pädagoge und Buchautor
- Swidbert Schnippenkötter (1915–1972), Diplomat und Ständiger Vertreter beim Büro der Vereinten Nationen in Genf
- Heinrich Reiß (1919–2005), Präses der Evangelischen Kirche von Westfalen (1977–1985)
- Heinz Drache (1923–2002), Schauspieler
- Hans-Werner Engels (1941–2010), Sachbuchautor, Herausgeber und Lokalhistoriker
- Peter Ottenbruch (1957–2021), Maschinenbauingenieur und Industriemanager

## Ehemalige Lehrer (Auswahl)
- Dietrich Garstka (1939–2018), Autor (Das schweigende Klassenzimmer)
- Heinz Josef Klaßen (* 1936), Künstler

## ÖPNV-Anbindung
Die vor der Schule liegende und nach dieser benannte Haltestelle Alfred-Krupp-Schule ist ein Knotenpunkt im Netz der Ruhrbahn und wird von folgenden Linien bedient:
| Linie   | Verlauf | Takt (Mo–Fr) |
| ------- | --- | ------------ |
| 101 106 | Borbeck Germaniaplatz – Bergeborbeck Leimgartsfeld – Bergeborbeck Bf – Helenenstraße – U Berliner Platz – U Rheinischer Platz – U Rathaus Essen – U Essen Hbf – Rüttenscheider Stern – Holsterhauser Platz – Hobeisenbrücke – Alfred-Krupp-Schule – Essen West – Helenenstraße Die Linie 101 verkehrt Borbeck → Helenenstraße → Hauptbahnhof → Rüttenscheid → Helenenstraße Die Linie 106 verkehrt Helenenstraße → Rüttenscheid → Hauptbahnhof → Helenenstraße → Borbeck | 10 min       |
| 109     | Frohnhausen Breilsort – Alfred-Krupp-Schule – Berthold-Beitz-Boulevard – U Berliner Platz – U Rheinischer Platz – U Rathaus Essen – Hollestraße – Huttrop – Steele | 10 min       |
| 145     | Essen-Haarzopf Erbach – Fulerum, Südwestfriedhof – Frohnhausen, Wickenburgstraße – Alfred-Krupp-Schule – Weststadt – Berliner Platz – Rathaus Essen – Essen Hbf – Rüttenscheid – Stadtwaldplatz – Heisingen Baldeneysee | 20 min       |
| 196     | Bergeborbeck Hornbach – Hafenverwaltung – Vogelheim – Bergeborbeck Bf – Gewebepark M1 – Universität Essen – Berliner Platz – Rathaus Essen – Essen Hbf – Bismarckplatz – Alfred-Krupp-Schule – Frohnhausen, Wickenburgstraße – Betriebshof Schweriner Straße | 20 min       |
| NE10    | Essen Hbf – Am Waldthausenpark – Berliner Platz – Weststadt – Alfred-Krupp-Schule – Frohnhausen, Gervinusstr. – Wickenburgstr. – Rhein-Ruhr-Zentrum Süd – Fulerum – Haarzopf, Erbach | 60 min       |
| NE14    | Bergeborbeck Bf – Altendorf, Helenenstraße – Bockmühle – Frohnhauser Platz – Alfred-Krupp-Schule – Holsterhauser Platz – Rüttenscheid, Martinstraße – Huttropstraße – Steele – Kray Süd Bf – Kray Mitte – Kray Nord Bf | 60 min       |